# Кониц, Ли
Ли Кониц (англ. Lee Konitz; 13 октября 1927, Чикаго — 15 апреля 2020, Нью-Йорк) — американский джазовый музыкант, саксофонист и композитор.

## Жизнь и творчество
Леон Кониц родился 13 октября 1927 года в семье евреев австрийского и русского происхождения Абрама Коница (родом из Брод, 1898—1964) и Анны Гетлин (уроженки Пинска, 1900—1973); разговорным языком родителей был идиш. У отца была небольшая прачечная. В семье росло трое сыновей. Ли Кониц начинал музыкантом-самоучкой. В возрасте одиннадцати лет он получил свой первый кларнет. Однако позже отказался от инструмента в пользу тенор-саксофона. В конце концов он перешёл с тенора на альт. Наибольшее влияние на него в то время оказали биг-бэнды, которые они с братом слушали по радио; услышав Бенни Гудмана, Ли захотел себе кларнет. Он импровизировал на саксофоне, прежде чем научился играть джазовые стандарты. Образование получил в колледже Рузвельта.
Кониц начал свою профессиональную карьеру в 1945 году с группой Тедди Пауэлла, где он заменил Чарли Вентуру. Через месяц группа распалась. Между 1945 и 1947 годами он периодически работал с Джерри Уолдом. В 1946 году он встретил пианиста Ленни Тристано, и двое музыкантов стали работать вместе в небольшом коктейль-баре. Его следующая значительная работа была с Клодом Торнхиллом в 1947 году с аранжировкой Гила Эванса и Джерри Маллиганом в качестве композитора.
Он работал в составе Майлза Дэвиса, у которого были выступления в сентябре 1948 года. Также записывался с этим составом в 1949 и 1950 годы; позже треки были собраны в альбоме Birth of the Cool (Capitol, 1957). Присутствие Конитца и других белых музыкантов в группе рассердило некоторых черных музыкантов, так как многие из них были безработными в то время, но Дэвис отверг их критику. В 1948 году в Нью-Йорке Кониц также играет вместе с Гилом Эвансом. Эти выступления в 1948—1950 годах легли в основу стиля кул-джаз.
Его дебют в качестве лидера состоялся в 1949 году с треками, собранными на альбоме Subconscious-Lee (Prestige, 1955). Он отказался от сотрудничества с Гудманом в 1949 году, о чём позже сожалел. Близко дружил с Чарли Паркером, обратно представлениям критиков об их соперничестве.
В 1952 году выступает в Торонто, затем — в 1952—1954 годах — в джаз-бэнде Стэна Кентона. В 1952 году он участвует как солист в записи знаменитого альбома Кентона New Concepts of Artistry in Rhythm, а в 1953 году записывается вместе с Джерри Маллиганом. В январе 1956 года Кониц, вместе с Гансом Коллером, Зутом Симсом и Ларсом Галлином, участвует в гастрольном турне по Европе.
Начиная с 60-х годов XX столетия многократно выступал в Европе, часто в сопровождении одного пианиста. В 1961 году записал Motion для Verve с Элвином Джонсом на барабанах и Сонни Далласом на басу. Эта спонтанная сессия полностью состояла из стандартов. Свободный формат трио удачно показал неортодоксальную фразировку и интересные хроматизмы Конитца.
В 1967 году Кониц записал The Lee Konitz Duets (Milestone) в составах, часто необычных для того времени (саксофон и тромбон, два саксофона). Записи основывались на почти всей истории джаза, от песни Луи Армстронга «Struttin' with Some Barbecue» с клапанным тромбонистом Маршаллом Брауном, до двух свободных импровизационных дуэтов: со скрипачом Рэем Нэнсом и гитаристом Джимом Холлом.
Участвовал в написании музыки к фильму Desperate Characters (1971). В 1981 году выступил на Woodstock Jazz Festival, который проходил в рамках празднования десятилетия Creative Music Studio. В 1992 году музыкант был удостоен датской премии Джазпар, дотируемой ежегодно в размере 200 000 датских крон.
Ли Кониц был весьма плодовитым, записал десятки альбомов в качестве лидера группы. Также записывался и выступал с Дэйвом Брубеком, Орнеттом Коулманом, Чарльзом Мингусом, Аттилой Золлер, Джерри Маллиганом, Элвином Джонсом и другими. Записал альбом в трио с Брэдом Мелдау и Чарли Хейденом, который был выпущен на Blue Note, а также концертный альбом с барабанщиком Полом Моушеном, записанный в 2009 году в клубе Birdland и выпущенный ECM в 2011 году.
С возрастом Кониц стал больше экспериментировать и выпустил несколько альбомов в направлениях фри-джаз и авангардный джаз, выступая со многими более молодыми музыкантами. Его альбому с саксофонисткой и вокалисткой Грейс Келли, критик Майкл Джексон присвоил 4,5 звезды в журнале DownBeat.
У Конитца были проблемы с сердцем, требовавшие хирургического вмешательства. Он должен был появиться в Мельбурнском концертном центре в 2011 году на Мельбурнском международном джазовом фестивале, но не смог из-за болезни.
В августе 2012 года Кониц выступал с аншлагами в клубе Blue Note (Гринвич-Виллидж) в рамках записи Enfants Terribles, в сотрудничестве с Биллом Фризеллом, Гэри Пикоком и Джоуи Бароном. Через несколько дней после 87-летия в 2014 году он трижды играл в Cafe Stritch в Сан-Хосе, штат Калифорния, в составе трио Джеффа Денсона, импровизируя на свои любимые стандарты. В 2018 году его дуэтный альбом Decade (Verve Records) отпраздновал 90-летие музыканта и десять лет сотрудничества с пианистом Дэном Тепфером.
Кониц умер в больнице Ленокс Хилл в Нью-Йорке 15 апреля 2020 года в результате пневмонии, вызванной коронавирусом.

## Дискография

### Как лидер/ко-лидер
- 1949-50: With Tristano, Marsh and Bauer (Prestige)
- 1949-50: Lee Konitz and Stan Getz — The New Sounds (10", Prestige)
- 1949-50: Subconscious-Lee (Prestige, 1949-50)
- 1951: Lee Konitz Featuring Miles Davis — The New Sounds (10, Prestige, переиздан Conception, 1956)
- 1953: Lee Konitz Plays with the Gerry Mulligan Quartet (Pacific Jazz) с Джерри Маллиганом
- 1954: Jazz Time Paris Vol. 3: Lee Konitz Plays (Vogue)
- 1954: Konitz (10″, Storyville)
- 1954: Jazz at Storyville (Storyville)
- 1954: In Harvard Square (Storyville)
- 1955: Lee Konitz with Warne Marsh (Atlantic)
- 1956: Lee Konitz Featuring Hans Koller, Lars Gullin, Roland Kovac (Swingtime)
- 1956: Inside Hi-Fi (Atlantic)
- 1957: The Real Lee Konitz (Atlantic)
- 1957: Very Cool (Verve)
- 1957: Tranquility (Verve)
- 1958: An Image: Lee Konitz with Strings (Verve)
- 1959: Live at the Half Note (Verve)
- 1959: Lee Konitz Meets Jimmy Giuffre (Verve) with Jimmy Giuffre
- 1959: You and Lee (Verve)
- 1961: Motion (Verve)
- 1965: Trio and Quartet (Magnetic)
- 1966: Modern Jazz Compositions from Haiti (Impulse!)
- 1967: The Lee Konitz Duets (Milestone)
- 1968: European Episode (CAM Jazz)
- 1968: Impressive Rome (CAM)
- 1968: Stereokonitz (RCA)
- 1969: Peacemeal (Milestone)
- 1971: Spirits (Milestone)
- 1972: Worth While (Atlantic) — записи 1956
- 1974: Jazz à Juan (SteepleChase)
- 1974: I Concentrate on You: A Tribute to Cole Porter (SteepleChase)
- 1974: Satori (Milestone)
- 1974: Lone-Lee (SteepleChase)
- 1975: Trio: Oleo (Sonet)
- 1975: Chicago 'n' All That Jazz (Denon: LaserLight)
- 1976: Lee Konitz Meets Warne Marsh Again (Pausa)
- 1976: Figure and Spirit (Progressive)
- 1977: The Lee Konitz Quintet (Chiaroscuro)
- 1977: The Lee Konitz Nonet (Chiaroscuro)
- 1977: Tenorlee (Candid)
- 1977: Pyramid (Improvising Artists)
- 1979: Seasons Change с Карлом Бергером (Circle)
- 1979: Nonet: Live at Laren (Soul Note)
- 1979: Yes, Yes Nonet (SteepleChase)
- 1980: Heroes (Verve)
- 1980: Anti-heroes (Verve)
- 1982: Toot Sweet (Owl)
- 1982: High Jingo (Atlas)
- 1983: Glad, Koonix! (Dragon)
- 1983: Dovetail (Sunnyside)
- 1983: Dedicated to Lee: Lee Konitz Plays the Music of Lars Gullin (Dragon)
- 1983: Art of the Duo (Enja)
- 1984: Wild as Springtime (GFM)
- 1984: Stereokonitz (Soul Note)
- 1986: Quartet: Ideal Scene (Soul Note)
- 1986: Medium Rare (Label Bleu)
- 1987: Quartet: The New York Album (Soul Note)
- 1988: The Space Jazz Trio (c Энрико Пиерануци): Blew (Philology)
- 1988: Solitudes (Philology)
- 1989: In Rio (MA)
- 1989: Konitz in Denmark (Rightone)
- 1989: Round and Round (Music Masters)
- 1990: Zounds (Soul Note)
- 1990: Once Upon a Line (Musidisc)
- 1991: Lullaby of Birdland (Candid)
- 1992: The Jazzpar All Star Nonet: Leewise (Storyville)
- 1992: Jazz Nocturne (Evidence)
- 1992: Lunasea (Soul Note)
- 1992: From Newport to Nice (Philology)
- 1992: Frank-Lee Speaking (West Wind)
- 1993: Rhapsody (Evidence)
- 1993: So Many Stars (Philology)
- 1993: Rhapsody II (Evidence)
- 1993: Italian Ballads, Volume1 (Philology)
- 1993: Brazilian Rhapsody (BMG: Music Masters)
- 1993: Steps Towards a Dream (Odin), при участии Эрлинг Аксдаль, Джон Пал Инденберг и Бьорн Альтерхог
- 1994: Swiss Kiss (TCB)
- 1995: Haiku (Nabel)
- 1995: Move (Moon)
- 1995: Free with Lee (Philology)
- 1996: Alone Together (Blue Note)
- 1996: Live at the Manhattan Jazz Club (GAM)
- 1996: Guarana (AxolOtl Jazz)
- 1996: Unaccompanied Live in Yokohama (PSF)
- 1996: Strings for Holiday: A Tribute to Billie Holiday (Enja)
- 1996: Lee Konitz Meets Don Friedman (Camerata)
- 1996: It’s You (SteepleChase)
- 1997: Twelve Gershwin in Twelve Keys (Philology)
- 1997: Out of Nowhere (SteepleChase)
- 1997: The Frankfurt Concert (West Wind)
- 1997: Dearly Beloved (SteepleChase)
- 1997: Body and Soul (Camerata)
- 1998: Saxophone Dreams (Koch)
- 1998: Inside Cole Porter (Philology)
- 1998: L’age mur (Philology)
- 1998: Tender Lee (For Chet) (Philology)
- 1998: Self Portrait (Philology)
- 1998: Dialogues (Challenge)
- 1999: Dig-It (SteepleChase)
- 1999: Three Guys (Enja)
- 1999: Trio: Another Shade of Blue (Blue Note)
- 2000: Quartet: Sound of Surprise (RCA Victor)
- 2000: Pride (SteepleChase)
- 2001: Trio: Some New Stuff (DIW)
- 2001: Quintet: Parallels (Chesky)
- 2002: At the New Mississippi Jazz Club (Philology)
- 2003: Live-Lee (Milestone)
- 2003: A Day in Florence (Philology)
- 2004: BargaLee (Philology)
- 2004: Sound-Lee (Membran International)
- 2004: One Day with Lee (Capri)
- 2004: Lee Konitz-Ohad Talmor String Project: INVENTIONS (при участии the Spring String Quartet) (OmniTone)
- 2005: New Nonet (под управлением Охэда Тэйлора) (OmniTone)
- 2006: Lee Konitz-Ohad Talmor Big Band: Portology (при участии the Orquestra Jazz de Matosinhos) (OmniTone)
- 2008: Lee Konitz/Grace Kelly: GRACEfulLEE (Pazz Recordings)
- 2008: Lee Konitz & Minsarah: Deep Lee (при участии Джеффа Дэнсона, Флориана Вебера, Зива Равица) (Enja)
- 2009: Lee Konitz / Dan Tepfer: Duos with Lee (Sunnyside)
- 2009: Lee Konitz New Quartet: Live at the Village Vanguard (при участии Джеффа Дэнсона, Флориана Вебера, Зива Равица) (Enja)
- 2011: Lee Konitz/Brad Mehldau/Charlie Haden/Paul Motian: Live at Birdland (ECM)
- 2014: Lee Konitz/Dan Tepfer/Michael Janisch/Jeff Williams: First Meeting: Live in London, Volume 1 (Whirlwind)

### Как сайдмэн
с Майлс Дэвис
- The Miles Davis Tuba Band (w/ Lennie Tristano) — Why Do I Love You? Rare Broadcasts 1947-48 (Natasha, 1993)
- Birth of the Cool (Capitol, 1949)
- Miles Ahead (1957)

с Ленни Тристано
- Lennie Tristano and Warne Marsh: Intuition (rec. 1949, Capitol, 1996)
- Crosscurrents (Capitol, 1949 [1972])
- Lennie Tristano (Atlantic, 1956)

со Стеном Кентоном
- City of Glass (Capitol, 1951)
- New Concepts of Artistry in Rhythm (Capitol, 1952)
- Popular Favorites by Stan Kenton (Capitol, 1953)
- Sketches on Standards (Capitol, 1953)
- This Modern World (Capitol, 1953)
- Portraits on Standards (Capitol, 1953)
- The Kenton Era (Capitol, 1940-54, [1955])

с Джерри Маллиганом
- The Gerry Mulligan Songbook (World Pacific, 1957)

С прочими
- 1947: Claude Thornhill and His Orchestra: The Uncollected Claude Thornhill and His Orchestra (Hindsight)
- 1951: Ralph Burns and His Orchestra:Free Forms
- 1956: Metronome All-Stars: Metronome All-Stars 1956 (Clef)
- 1957: Gil Evans: Gil Evans & Ten (Prestige)
- 1966: Dave Pike: The Doors of Perception (Vortex, 1970)
- 1968: Attila Zoller: Zo-Ko-Ma (MPS)
- 1972: Charles Mingus: Charles Mingus and Friends in Concert (Columbia)
- 1974: Dave Brubeck: All The Things We Are (Atlantic)
- 1975: Warne Marsh Quintet: Jazz Exchange (Storyville)
- 1975: Hal Galper: Windows (SteepleChase)
- 1977: Bill Evans: Crosscurrents (Fantasy)
- 1980: Martial Solal: Live at the Berlin Jazz Days (MPS)
- 1983: Martial Solal: Star Eyes, Hamburg 1983 (HatOLOGY)
- 1984: Max Roach: It's Christmas Again (Soul Note)
- 1990: Frank Wunsch Quartet: S’Nice (Nabel)
- 1991: Lars Sjosten Quartet: Friends (Dragon)
- 1993: Renato Sellani: Speakin' Lowly, Volume 1 (Philology)
- 1994: Orchestra Il Suono Improvviso: A Venezia (Philology)
- 1995: Umberto Petrin: Breaths and Whispers (Homage to Alexander Scriabin) (Philology)
- 1995: John Pl Indreberg: Step Towards a Dream (Odin)
- 1995: Don Friedman with Attila Zoller: Thingin'  (HatOLOGY)
- 1997: Kenny Wheeler: Angel Song (ECM)
- 1998: Gerry Mulligan All-Star Tribute Band: Thank You, Gerry! (Arkadia Jazz)
- 2000: The Axis Quartet: Play French Impressionist Music from the Turn of the Twentieth Century (Palmetto)
- 2000: Rich Perry: RichLee! (SteepleChase)
- 2001: Franco D'Andrea: Inside Rodgers (Philology)
- 2001: Renato Sellani: Minority, Volume 2: All the Way (The Soft Ways) (Philology)
- 2002: Matt Wilson: Gong with Wind Suite (Steeplechase)
- 2002: Irio de Paula: Duas contas (Philology)
- 2002: Barbara Casini: Outra vez (Philology)
- 2003: Stefano Bollani: Suite for Paolo (Philology)
- 2003: Kenny Werner: Unleemited (Owl)
- 2006: Francois Théberge: Soliloque (Effendi)
- 2007: Riccardo Arrighini: The Soprano Sax Album: Standards (Philology)
- 2007: Brian Dickenson: The Glenn Gould Session (Philology)
- 2009: Jakob Bro: Balladeering (Loveland)
- 2009: Dan Tepfer: Duos with Lee (Record)
- 2011: Jakob Bro: Time (Loveland)
- 2011: Marcel·lí Bayer: Nonitz Featuring Lee Konitz (Quadrant)
- 2013: Jakob Bro: December Song (Loveland)